# Kabinett Kovačevski

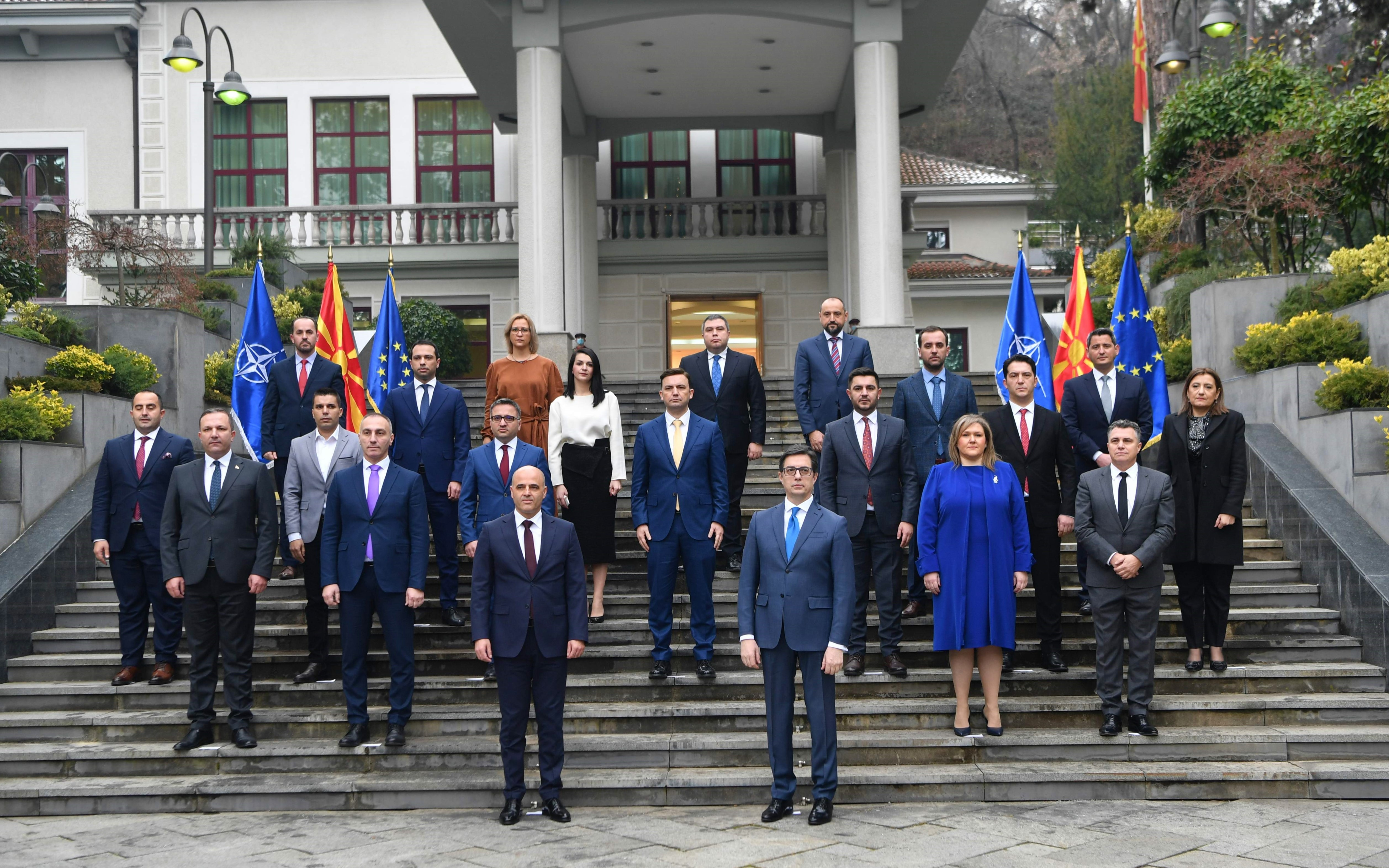
Gruppenbild der Regierung gemeinsam mit Präsident Stevo Pendarovski

Das Kabinett Kovačevski bildete vom 16. Januar 2022 bis zum 28. Januar 2024 die Regierung von Nordmazedonien. Ihm folgte das Kabinett von Talat Xhaferi.

## Regierungsbildung
Nach dem Rücktritt von Zoran Zaev als Ministerpräsident im Zuge der verlorenen Kommunalwahlen Ende 2021 wurde Dimitar Kovačevski auf Vorschlag Zaevs dessen Nachfolger. Am 12. Dezember 2021 wurde Kovačevski, als Nachfolger von Zaev, zum Parteivorsitzenden der stärksten parlamentarischen Kraft SDSM gewählt und am 28. Dezember 2021 von Staatspräsident Stevo Pendarovski mit der Regierungsbildung beauftragt. Am 16. Januar 2022 wurden Kovačevski und seine Regierung vom nordmazedonischen Parlament mit einer knappen Mehrheit von 62 aus 120 bestätigt. 
Am 28. Februar 2023 gab es eine größere Kabinettsumbildung.

## Kabinettsmitglieder
| Amt / Ressort | Bild | Name                                      | Partei    |
| --- | ---- | ----------------------------------------- | --------- |
| Ministerpräsident |      | Dimitar Kovačevski                        | SDSM      |
| Erster Vizepräsident der Regierung politisches System und interkommunale Beziehungen                                  |      | Artan Grubi                               | BDI       |
| Vizepräsidentin der Regierung Bekämpfung von Korruption und Kriminalität, nachhaltige Entwicklung und Humanressourcen |      | Slavica Grkovska                          | SDSM      |
| Vizepräsident der Regierung europäische Angelegenheiten                                                               |      | Bojan Maričiḱ                             | SDSM      |
| Vizepräsident der Regierung Wirtschaft, Wirtschaftskoordination und Investitionen                                     |      | Fatmir Bitiḱi                             | SDSM      |
| Verteidigung |      | Slavjanka Petrovska                       | SDSM      |
| Inneres |      | Oliver Spasovski                          | SDSM      |
| Justiz |      | Nikola Tupančevski (bis 28. Februar 2023) | Parteilos |
| Justiz |      | Krenar Loga (seit 28. Februar 2023)       | Parteilos |
| Außwärtiges |      | Bujar Osmani                              | BDI       |
| Finanzen |      | Fatmir Besimi                             | BDI       |
| Wirtschaft |      | Krešnik Bekteši                           | BDI       |
| Landwirtschaft, Wälder und Wasser                                                                                     |      | Ljupčo Nikolovski                         | SDSM      |
| Gesundheit |      | Bekim Sali (bis 28. Februar 2023)         | A         |
| Gesundheit |      | Fatmir Mexhiti (seit 28. Februar 2023)    | A         |
| Bildung und Wissenschaft                                                                                              |      | Jeton Shaqiri                             | BDI       |
| Arbeit und Sozialpolitik                                                                                              |      | Jovana Trenčevska                         | SDSM      |
| Kommunalverwaltungen                                                                                                  |      | Goran Milevski (bis 28. Oktober 2022)     | LDP       |
| Kommunalverwaltungen                                                                                                  |      | Risto Penov (seit 28. Oktober 2022)       | LDP       |
| Kultur |      | Bisera Kostadinovska Stojčevska           | SDSM      |
| Informationsgesellschaft und Verwaltung                                                                               |      | Admirim Aliti (bis 28. Februar 2023)      | A         |
| Informationsgesellschaft und Verwaltung                                                                               |      | Azir Aliu (seit 28. Februar 2023)         | A         |
| Verkehr und Kommunikation                                                                                             |      | Blagoj Bočvarski                          | SDSM      |
| Umwelt und Regionalplanung                                                                                            |      | Naser Nuredini (bis 27. Februar 2023)     | BDI       |
| Umwelt und Regionalplanung                                                                                            |      | Kaya Shutová (seit 27. Februar 2023)      | SDSM      |
| Diaspora |      | Xhemail Xhupi                             | A         |